# Corvinus Nemzetközi Befektetési Zrt.
A Corvinus Nemzetközi Befektetési Zrt. a magyar állam tulajdonában lévő vagyonkezelő társaság. Feladata a gazdaságfejlesztési stratégiai célokkal összhangban álló, vállalati tulajdonrészekkel kapcsolatos ügyletek lebonyolítása, illetve a tulajdonában álló vagyon megőrzése és gyarapítása. Tulajdonosi joggyakorlója a Nemzetgazdasági Minisztérium.

## Története
A Corvinus Rt.-t 1997-ben alapította a Magyar Fejlesztési Bank, a Gazdasági Minisztérium, az Országos Műszaki Fejlesztési Bizottság, a Magyar Export-Import Bank Rt. és a Magyar Exporthitel Biztosító Rt. a magyar vállalatok külföldi befektetéseinek elősegítésére.
A társaság tevékenysége 2009 és 2011 között pályázatok kiírására és határon túli gazdasági támogatások kihelyezésére irányult. 2012 óta a Corvinus Zrt. tőkebefektetési tevékenységet végez.

## Tranzakciók

### Budapest Bank, MBH Bank
A Corvinus Zrt. 2015 júniusában szerzett 100 százalékos tulajdonrészt a Budapest Bankban. Részesedését később, 2020. december 15-én a Magyar Bankholding Zrt.-be apportálta. Ennek révén a Magyar Állam 30,35 százalékos részesedést szerzett a pénzügyi társaságban, amely az MBH Bank Nyrt. többségi tulajdonosa volt.
2024 decemberében az MBH Bank a Corvinus Zrt. 100 százalékos leányvállalatától, a Corvinus BHG Zrt.-től, illetve további magánbefektetőktől 7 százaléknyi részvényeket vásárolt meg, így az állami részesedés a tranzakció révén 20,01 százalékra csökkent.

### Erste Bank
2016 júniusában a magyar állam a Corvinus Zrt.-n keresztül 15 százalékos részesedést vásárolt az Erste Bank Hungary Zrt.-ben. A magyar állam a részesedésért 38,9 milliárd forintot fizetett.
A tulajdonrészt a Corvinus Zrt. 2023 végén értékesítette az osztrák anyavállalat, az Erste Bank AG számára, 87,5 milliárd forintért.

### Vienna Insurance Group (VIG) magyarországi üzletág
Az osztrák Vienna Insurance Group (VIG) 2022. március 25-én értékesítette két magyarországi biztosítójának – az Aegon és az UNION Biztosító – a 45 százalékos részesedését a Corvinus Zrt. számára.
2023 novemberében az osztrák nagytulajdonos 35 százalékos tulajdonrészt megtestesítő részvénycsomagot vásárolt vissza, ezzel a magyar állam részesedése 10 százalékra csökkent.

### Posta Biztosító
2022 decemberében a magyar állam bejelentette, hogy a Corvinus Zrt. és a német Talanx Csoport szerződést kötött a Magyar Posta Életbiztosító Zrt. és a Magyar Posta Biztosító Zrt. 66,9 százalékos üzletrészének adásvételéről. A tranzakció 2023 áprilisában zárult le.
A Magyar Állam 2023 szeptemberében nyílt eljárást írt ki a két társaság 66,9 százalékos tulajdonrészének értékesítésére. 2024. július 8-án a Waberer’s Csoport leányvállalata, a Gránit Biztosító kötött adásvételi szerződést a részesedés megvásárlásáról. A tranzakció 2024. november 29-én zárult.

### One Magyarország
A Corvinus Nemzetközi Befektetési Zrt., az Antenna Hungária Zrt. és a Vodafone Europe BV 2023 januárjában megállapodtak a Vodafone Magyarország Távközlési Zrt. megvásárlásáról. A 660 milliárd forint értékű tranzakcióval az Antenna Hungária Zrt. 51%-os, míg a Corvinus Nemzetközi Befektetési Zrt. 49%-os közvetett tulajdont szerzett a Vodafone Europe BV-től. A tranzakció 2023. január 31-én zárult.
2023. március 20-án az Antenna Hungária és a Corvinus Nemzetközi Befektetési Zrt. között részvénycsere történt, melynek keretében az Antenna Hungária eladta a 25%-os részesedését a Yettelben a Corvinus Nemzetközi Befektetési Zrt.-nek, azért cserébe, hogy 70,5%-osra növelje részesedését a Vodafone Magyarországban, így 29,5%-os tulajdonrésze maradt a Corvinus Nemzetközi Befektetési Zrt.-nek.
2025. május 16-án egy többlépcsős tranzakció eredményeként a Corvinus Nemzetközi Befektetési Zrt. 37,9 százalékos, míg a 4iG Nyrt. 62,1 százalékos közvetlen tulajdonrészt szerez a 4iG Távközlési Holdingban, amely egyedüli tulajdonosa lett a One Magyarország és a V-Hálózat cégeknek.

### Yettel Magyarország
2023 márciusában a Corvinus Zrt. és az Antenna Hungária részvénycsereügyletet kötött, amelynek értelmében az Antenna Hungária a PPF Telecom Group magyarországi leányvállalataiban meglévő 25 százalékos tulajdonát megtestesítő részvénycsomagot elcserélte a Corvinus Zrt. által birtokolt Vodafone-részvények 19,5 százalékára.
Az állam 2023 decemberében értékesítette a Yettel Magyarországban meglévő részesedését. A tulajdonrészt a PPF-Csoporthoz tartozó TMT Hungary Holdco B.V. holland holdingtársaság vásárolta meg.

### Budapest Airport
2024. június 6-án a magyar kormány bejelentette, hogy több mint egy éves tárgyalássorozatot követően visszavásárolta a Budapest Airport Zrt.-t, a Budapest Liszt Ferenc Nemzetközi Repülőteret üzemeltető társaságot. Vételár arányosan a magyar állam 80 százalékos, a francia társbefektető VINCI Airports pedig 20 százalékos tulajdonrészt szerzett a Budapest Airport Zrt.-ben. A vételár 3,1 milliárd euró volt, emellett a korábban felvett 1,44 milliárd eurónyi hitel meghosszabbításra került.
A Corvinus Zrt. az államra eső vételár egy részét a Erste Bank Hungary Zrt.-ben és a Yettel Magyarországban meglévő tulajdonrészének eladásából, valamint a VIG társaságokban meglévő részesedésének csökkentésével finanszírozta, a három ügylet pénzügyi zárása összesen több mint 700 millió eurós bevételt eredményezett. A vételár fennmaradó részét a Corvinus Zrt. az Eximbanktól kapott fejlesztési hitelből, valamint a költségvetésből végrehajtott tőkeemelésből finanszírozta.